# Élections législatives de 1973 en Maine-et-Loire
Les élections législatives françaises de 1973 se déroulent les 4 et 11 mars 1973. Dans le département de Maine-et-Loire, six députés sont à élire dans le cadre de six circonscriptions.

## Élus
| Circonscription | Député sortant                           | Parti | Parti                     | Député élu ou réélu | Parti | Parti                     |
| --------------- | ---------------------------------------- | ----- | ------------------------- | ------------------- | ----- | ------------------------- |
| 1re             | Jean Narquin                             |       | UDR                       | Jean Narquin        |       | UDR                       |
| 2e              | Jean Chalopin suppléant de Jean Foyer    |       | UDR                       | Jean Foyer          |       | UDR                       |
| 3e              | Paul Boudon suppléant de Philippe Rivain |       | Divers droite (Gaulliste) | Paul Boudon         |       | Divers droite (Gaulliste) |
| 4e              | Robert Hauret                            |       | UDR                       | Jean Bégault        |       | MR                        |
| 5e              | René Le Bault de La Morinière            |       | UDR                       | Maurice Ligot       |       | Divers droite             |
| 6e              | René la Combe                            |       | UDR                       | René la Combe       |       | UDR                       |

## Résultats

### Résultats à l'échelle du département
| Parti                 | Parti                                   | Premier tour | Premier tour | Second tour | Second tour | Sièges |
| Parti                 | Parti                                   | Voix         | %            | Voix        | %           | Sièges |
| --------------------- | --------------------------------------- | ------------ | ------------ | ----------- | ----------- | ------ |
|                       | Union des démocrates pour la République | 102 705      | 36,28        | 117 683     | 42,57       | 3      |
|                       | Divers droite                           | 29 452       | 10,40        | 29 264      | 10,59       | 0      |
|                       | Divers droite (gaulliste)               | 9 319        | 3,29         | 21 547      | 7,79        | 1      |
|                       | Républicains indépendants               | 7 548        | 2,67         |             |             | 1      |
|                       | Centre démocratie et progrès            | 6 026        | 2,13         | Retrait     | Retrait     | 0      |
|                       | Union des républicains de progrès       | 155 050      | 54,77        | 168 494     | 60,96       | 5      |
|                       |                                         |              |              |             |             |        |
|                       | Parti socialiste                        | 47 775       | 16,88        | 72 822      | 26,34       | 0      |
|                       | Parti communiste français               | 28 108       | 9,93         | Retrait     | Retrait     | 0      |
|                       | Union de la gauche                      | 75 883       | 26,80        | 72 822      | 26,34       | 0      |
|                       |                                         |              |              |             |             |        |
|                       | Mouvement réformateur                   | 47 653       | 16,83        | 35 107      | 12,70       | 1      |
|                       | Lutte ouvrière                          | 3 972        | 1,40         |             |             | 0      |
|                       | Front national                          | 545          | 0,19         | 0           |             |        |
|                       |                                         |              |              |             |             |        |
| Inscrits              | Inscrits                                | 352 392      | 100,00       | 352 286     | 100,00      | 6      |
| Abstentions           | Abstentions                             | 62 188       | 17,65        | 68 912      | 19,56       |        |
| Votants               | Votants                                 | 290 204      | 82,35        | 283 374     | 80,44       |        |
| Blancs et nuls        | Blancs et nuls                          | 7 101        | 2,45         | 6 951       | 2,45        |        |
| Exprimés              | Exprimés                                | 283 103      | 97,55        | 276 423     | 97,55       |        |
| Source : Data.gouv.fr |                                         |              |              |             |             |        |

### Résultats par circonscription

#### Première circonscription (Angers-Nord)
| Candidat       | Candidat                   | Parti          | Premier tour | Premier tour | Second tour | Second tour |  |
| Candidat       | Candidat                   | Parti          | Voix         | %            | Voix        | %           |  |
| -------------- | -------------------------- | -------------- | ------------ | ------------ | ----------- | ----------- |  |
|                | Jean Narquin sortant réélu | UDR (URP)      | 16 813       | 41,11        | 22 584      | 56,3        |  |
|                | Jean Monnier               | PS (UGSD)      | 9 969        | 24,38        | 17 531      | 43,7        |  |
|                | Prosper David              | CNIP (MR)      | 8 521        | 20,84        | Retrait     | Retrait     |  |
|                | Marc Robert                | PCF            | 5 593        | 13,68        | Retrait     | Retrait     |  |
|                |                            |                |              |              |             |             |  |
| Inscrits       | Inscrits                   | Inscrits       | 53 102       | 100,00       | 53 040      | 100,00      |  |
| Abstentions    | Abstentions                | Abstentions    | 11 280       | 21,24        | 11 719      | 22,09       |  |
| Votants        | Votants                    | Votants        | 41 822       | 78,76        | 41 321      | 77,91       |  |
| Blancs et nuls | Blancs et nuls             | Blancs et nuls | 926          | 2,21         | 1 206       | 2,92        |  |
| Exprimés       | Exprimés                   | Exprimés       | 40 896       | 97,79        | 40 115      | 97,08       |  |

#### Deuxième circonscription (Angers-Sud)
| Candidat       | Candidat                 | Parti          | Premier tour | Premier tour | Second tour | Second tour |  |
| Candidat       | Candidat                 | Parti          | Voix         | %            | Voix        | %           |  |
| -------------- | ------------------------ | -------------- | ------------ | ------------ | ----------- | ----------- |  |
|                | Jean Foyer sortant réélu | UDR (URP)      | 24 085       | 48,25        | 25 935      | 52,83       |  |
|                | André Laumonier          | CD (MR)        | 9 622        | 19,28        | 8 251       | 16,81       |  |
|                | Jean-Paul Brachet        | PS (UGSD)      | 8 571        | 17,17        | 14 901      | 30,36       |  |
|                | Jean Bertholet           | PCF            | 6 230        | 12,48        | Retrait     | Retrait     |  |
|                | Jean-Marc Pujol          | LO             | 1 410        | 2,82         |             |             |  |
|                |                          |                |              |              |             |             |  |
| Inscrits       | Inscrits                 | Inscrits       | 61 649       | 100,00       | 61 617      | 100,00      |  |
| Abstentions    | Abstentions              | Abstentions    | 10 441       | 16,94        | 11 659      | 18,92       |  |
| Votants        | Votants                  | Votants        | 51 208       | 83,06        | 49 958      | 81,08       |  |
| Blancs et nuls | Blancs et nuls           | Blancs et nuls | 1 290        | 2,52         | 871         | 1,74        |  |
| Exprimés       | Exprimés                 | Exprimés       | 49 918       | 97,48        | 49 087      | 98,26       |  |

#### Troisième circonscription (Saumur-Nord)
| Candidat       | Candidat           | Parti                     | Premier tour | Premier tour | Second tour | Second tour |  |
| Candidat       | Candidat           | Parti                     | Voix         | %            | Voix        | %           |  |
| -------------- | ------------------ | ------------------------- | ------------ | ------------ | ----------- | ----------- |  |
|                | Paul Boudon élu    | Divers droite (Gaulliste) | 9 319        | 25,69        | 21 547      | 60,19       |  |
|                | Lucien Normandin   | PS (UGSD)                 | 6 122        | 16,88        | 14 251      | 39,81       |  |
|                | Claude Amis        | CDP (URP)                 | 6 026        | 16,61        | Retrait     | Retrait     |  |
|                | Émile Dufois       | PCF                       | 4 454        | 12,28        |             |             |  |
|                | Alain Richard      | MR                        | 3 677        | 10,14        |             |             |  |
|                | Arnold de Contades | RI                        | 3 105        | 8,56         |             |             |  |
|                | Bernard Guitton    | Divers droite             | 3 027        | 8,34         |             |             |  |
|                | Roger Sévillia     | FN                        | 545          | 1,5          |             |             |  |
|                |                    |                           |              |              |             |             |  |
| Inscrits       | Inscrits           | Inscrits                  | 48 159       | 100,00       | 48 157      | 100,00      |  |
| Abstentions    | Abstentions        | Abstentions               | 10 476       | 21,75        | 11 073      | 22,99       |  |
| Votants        | Votants            | Votants                   | 37 683       | 78,25        | 37 084      | 77,01       |  |
| Blancs et nuls | Blancs et nuls     | Blancs et nuls            | 1 408        | 3,74         | 1 286       | 3,47        |  |
| Exprimés       | Exprimés           | Exprimés                  | 36 275       | 96,26        | 35 798      | 96,53       |  |

#### Quatrième circonscription (Saumur-Sud)
| Candidat       | Candidat              | Parti          | Premier tour | Premier tour | Second tour | Second tour |  |
| Candidat       | Candidat              | Parti          | Voix         | %            | Voix        | %           |  |
| -------------- | --------------------- | -------------- | ------------ | ------------ | ----------- | ----------- |  |
|                | Jean Bégault élu      | MR (PSD)       | 18 717       | 44,57        | 20 248      | 51,81       |  |
|                | Robert Hauret sortant | UDR (URP)      | 15 120       | 36           | 18 834      | 48,19       |  |
|                | Claude Audin          | PS (UGSD)      | 5 144        | 12,25        |             |             |  |
|                | Yves Kerrec           | PCF            | 3 014        | 7,18         |             |             |  |
|                |                       |                |              |              |             |             |  |
| Inscrits       | Inscrits              | Inscrits       | 52 697       | 100,00       | 52 691      | 100,00      |  |
| Abstentions    | Abstentions           | Abstentions    | 9 715        | 18,44        | 11 627      | 22,07       |  |
| Votants        | Votants               | Votants        | 42 982       | 81,56        | 41 064      | 77,93       |  |
| Blancs et nuls | Blancs et nuls        | Blancs et nuls | 987          | 2,3          | 1 982       | 4,83        |  |
| Exprimés       | Exprimés              | Exprimés       | 41 995       | 97,7         | 39 082      | 95,17       |  |

#### Cinquième circonscription (Cholet)
| Candidat       | Candidat                              | Parti                | Premier tour | Premier tour | Second tour | Second tour |  |
| Candidat       | Candidat                              | Parti                | Voix         | %            | Voix        | %           |  |
| -------------- | ------------------------------------- | -------------------- | ------------ | ------------ | ----------- | ----------- |  |
|                | Maurice Ligot élu                     | Divers droite (CNIP) | 26 425       | 41,86        | 29 264      | 46,99       |  |
|                | René Le Bault de La Morinière sortant | UDR (URP)            | 24 333       | 38,55        | 23 987      | 38,51       |  |
|                | Gérard Péan                           | PS (UGSD)            | 7 437        | 11,78        | 9 031       | 14,5        |  |
|                | Jean-Paul Gouraud                     | PCF                  | 3 754        | 5,95         |             |             |  |
|                | Christian Rousset                     | LO                   | 1 173        | 1,86         |             |             |  |
|                |                                       |                      |              |              |             |             |  |
| Inscrits       | Inscrits                              | Inscrits             | 73 719       | 100,00       | 73 717      | 100,00      |  |
| Abstentions    | Abstentions                           | Abstentions          | 9 411        | 12,77        | 10 728      | 14,55       |  |
| Votants        | Votants                               | Votants              | 64 308       | 87,23        | 62 989      | 85,45       |  |
| Blancs et nuls | Blancs et nuls                        | Blancs et nuls       | 1 186        | 1,84         | 707         | 1,12        |  |
| Exprimés       | Exprimés                              | Exprimés             | 63 122       | 98,16        | 62 282      | 98,88       |  |

#### Sixième circonscription (Angers - Segré)
| Candidat       | Candidat                    | Parti          | Premier tour | Premier tour | Second tour | Second tour |  |
| Candidat       | Candidat                    | Parti          | Voix         | %            | Voix        | %           |  |
| -------------- | --------------------------- | -------------- | ------------ | ------------ | ----------- | ----------- |  |
|                | René la Combe sortant réélu | UDR (URP)      | 22 354       | 43,92        | 26 343      | 52,62       |  |
|                | Camille Bourgeolais         | PS (UGSD)      | 10 532       | 20,69        | 17 108      | 34,18       |  |
|                | Jean Oliviéri               | CD (MR)        | 7 116        | 13,98        | 6 608       | 13,2        |  |
|                | Michel Verger               | PCF            | 5 063        | 9,95         |             |             |  |
|                | Pierre Chenut               | RI             | 4 443        | 8,73         |             |             |  |
|                | Marie-Louise Dupas          | LO             | 1 389        | 2,73         |             |             |  |
|                |                             |                |              |              |             |             |  |
| Inscrits       | Inscrits                    | Inscrits       | 63 066       | 100,00       | 63 064      | 100,00      |  |
| Abstentions    | Abstentions                 | Abstentions    | 10 865       | 17,23        | 12 106      | 19,2        |  |
| Votants        | Votants                     | Votants        | 52 201       | 82,77        | 50 958      | 80,8        |  |
| Blancs et nuls | Blancs et nuls              | Blancs et nuls | 1 304        | 2,5          | 899         | 1,76        |  |
| Exprimés       | Exprimés                    | Exprimés       | 50 897       | 97,5         | 50 059      | 98,24       |  |